# ليجراند جي. كابرز
ليجراند جي. كابرز (بالإنجليزية: Legrand G. Capers)‏ هو طبيب أمريكي، ولد في 16 أبريل 1834 في تشارلستون في الولايات المتحدة، وتوفي في 2 ديسمبر 1877.